# Alan Henderson Gardiner
Sir Alan Henderson Gardiner (29. března 1879 Eltham – 19. prosince 1963 Iffley) byl anglický egyptolog, lingvista, filolog a nezávislý vědec. Je považován za jednoho z předních egyptologů 1. poloviny 20. století. Jeho Egyptská gramatika (Egyptian grammar), vydaná v roce 1927, se stala nejúspěšnější učebnicí klasické egyptštiny. Zasloužil se o objev protosinajského písma, které je považováno za předchůdce všech pozdějších semitských a evropských abeced. 

## Život a dílo
Alan Gardiner se narodil 29. března 1879 v Elthamu, který tehdy ležel v anglickém hrabství Kent. Jeho otcem byl Henry John Gardiner, velmi úspěšný podnikatel a obchodník, který vydělal značné jmění v obchodě s látkami a velkoobchodem s lněným zbožím. Matka zemřela už v jeho dětství. Gardiner nejprve navštěvoval chlapeckou školu Temple Grove v Londýně, později byl v internátní škole Charterhouse v Godalmingu. Ve škole se začal zajímat o starověký Egypt a v letech 1895–96 studoval u francouzského archeologa Gastona Maspera v Paříži. Potom odešel na Queen's College v Oxfordu, kde studoval klasické jazyky, hebrejštinu a arabštinu. Studium ukončil v roce 1901 bakalářským titulem. Po promoci se ve Vídni oženil s Hedwigou von Rosenovou. Měli dva syny a dceru.

### Kariéra
V roce 1902 se Gardiner přestěhoval do Berlína, kde se pod vedením Adolfa Ermana a později Kurta Heinricha Setheho specializoval na egyptskou filologii. Podílel se na shromažďování materiálu pro Ermanův egyptský slovník (Wörterbuch) a v letech 1906–1908 působil jako zástupce redaktora. V následujících dvou letech se zúčastnil archeologických výzkumů v Núbii a po návratu spolupracoval s Arthurem Weigallem na katalogu soukromých hrobek v oblasti Théb.
V letech 1912–1914 byl docentem egyptologie na Univerzitě v Manchesteru. Jinak se vyhýbal formálním akademickým funkcím a věnoval se vlastnímu výzkumu, jelikož rodinné bohatství mu umožňovalo být finančně nezávislý. Byl považován za mimořádně pracovitého, dopřával si pouze asi dva týdny dovolené ročně a pracoval sedm dní v týdnu.
V roce 1915 vrátil do Egypta a pracoval na nápisech v Serabit el-Khadim na Sinajském poloostrově. Identifikoval neznámé hieroglyfické písmo jako nejstarší známou semitskou abecedu (protosinajské písmo), které považoval za předchůdce fénické abecedy. Podařilo se mu přeložit soubor 32 znaků ze serabitských nápisů.
Po roce 1922 spolupracoval několik let s Howardem Carterem na zpracování a dokumentaci nálezů z Tutanchamonovy hrobky. Gardiner poskytoval pomoc s luštěním nápisů a otisků pečetí nalezených v hrobce. V letech 1924–1934 byl vědeckým pracovníkem egyptologie na Univerzitě v Chicagu.
V roce 1927 vyšla jeho první a současně nejvýznamnější publikace, Egyptská gramatika (Egyptian grammar), obsahující anglicko-egyptský a egyptsko-anglický slovník a také slavný Gardinerův seznam znaků, kompilaci nejdůležitějších hieroglyfů podle tematických skupin.
Od roku 1935 až do své smrti byl čestným členem Queen 's College v Oxfordu. Gardiner pokračoval ve výzkumu a publikování knih a článků až do začátku 60. let 20. Publikace často vydával vlastním nákladem nebo pomáhal financovat jiné. V roce 1914 pomohl založit časopis Journal of Egyptian Archaeology, který vydává Egyptská průzkumná společnost (EES) a který s přestávkami redigoval v letech 1916 až 1946. Přispěl do něj asi stovkou vlastních článků. Byl spoluautorem několikasvazkového díla Temple of the King Sethos I. at Abydos (Chrám Sethiho I. v Abydu), které EES vydávala postupně v letech 1933–1958. Vydal několik historicky významných papyrů (Wilbourův papyrus). Věnoval se také literárním textům, např. The admonitions of on Egyptian Sage (Naučení egyptského mudrce) nebo Late Egyptian Stories (Pozdně egyptské příběhy). K jeho 80. narozeninám vyšla studie o Turínském seznamu králů (1959) a v roce 1961 dílo Egypt faraonů, které v době vydání pokrývalo všechny aspekty egyptské chronologie a historie.
Jeho vliv na egyptologii však dalekosáhle přesáhl rámec jeho publikací. Ačkoli nezastával žádnou významnou akademickou pozici, byl všeobecně respektován jako vysoce postavený člen akademické obce a často s ním konzultovali akademická jmenování. Byl prominentní osobností Egyptské průzkumné společnosti (Egypt Exploration Society, EES) a v letech 1917 až 1920 působil jako čestný tajemník a později jako její prezident.
Během své kariéry získal Gardiner řadu akademických vyznamenání, včetně čestného doktorátu z Oxfordu (1910), členství v Britské akademii (1929), zvolení do Americké filozofické společnosti (1943), čestného titulu z univerzit v Durhamu (1952) a Cambridge (1956) a zvolení do Americké akademie umění a věd (1957). Byl čestným členem Královské dánské akademie věd (1942), Bavorské akademie (1929), Orientálního ústavu AV v Praze (1930), Pruské akademie (1935), Asijské společnosti (1946), Egyptského institutu (1947), Nizozemské akademie (1950). V roce 1948 byl pasován na rytíře.
Gardiner se v roce 1947 přestěhoval do vesnice Iffley poblíž Oxfordu. Zemřel tam 19. prosince 1963 a po kremaci byl jeho popel uložen na hřbitově v Iffley.
Mnoho předmětů daroval Britskému muzeu. Ashmoleovu muzeu v Oxfordu věnoval svou rozsáhlou sbírku ostrak a malovaných kopií thébských hrobových maleb. Jeho písemná pozůstalost je uložena v Griffithově ústavu v Oxfordu, část knihovny odkázal Archeologickému ústavu University College London.